# Menno Huising
Menno Huising (* 8. April 2004 in Wateringen) ist ein niederländischer Radrennfahrer.

## Sportlicher Werdegang
Als Junior war Huising Mitglied der niederländischen Nationalmannschaft und startete bei Welt- und Europameisterschaften sowie im UCI Men Juniors Nations’ Cup. In der Saison 2022 erzielte er im Nationencup drei Siege  und beendete die Watersley Junior Challenge und die Tour de DMZ auf dem zweiten Platz der Gesamtwertung und die Tour du Pays de Vaud auf dem dritten Platz. Bei den Weltmeisterschaften wurde er Sechster im Straßenrennen.
Mit dem Wechsel in die U23 wurde Huising 2023 Mitglied im Jumbo-Visma Development Team. Bereits im ersten Jahr erzielte er beim Flèche Ardennaise seinen ersten Sieg in der Elite. 2024 folgten ein zweiter Platz bei der Coppa Città di San Daniele und ein dritter Gesamtrang bei der Ronde de l’Isard. Zur Saison 2025 wurde er in das UCI WorldTeam von Visma-Lease a Bike übernommen.

## Erfolge
2022
- zwei Etappen und Bergwertung Tour de DMZ
- eine Etappe Course de la Paix Juniors
- Gesamtwertung und eine Etappe Gipuzkoa Klasika
- Bernaudeau Junior

2023
- Bergwertung Istrian Spring Trophy
- Flèche Ardennaise